# Zuidrijns voetbalkampioenschap 1917/18
In 1917/18 werd het zestiende Zuidrijns voetbalkampioenschap gespeeld, dat georganiseerd werd door de West-Duitse voetbalbond. Er was geen verdere eindronde meer voor de kampioenen.  

## Kreisliga

### Groep Keulen-Bonn

#### Groep Keulen-Bonn 1
De eindstand is niet meer bekend, enkel dat Cölner SC 1899 kampioen werd. 

#### Groep Keulen-Bonn 2
De eindstand is niet meer bekend, enkel dat Cölner BC 01 kampioen werd. 

#### Groep Keulen-Bonn 3
De eindstand is niet meer bekend, enkel dat SV Siegburg 04 kampioen werd. 

#### Groep Keulen-Bonn finale
| Plaats | Club           | Wed.           | W              | G              | V              | Saldo          | Ptn.           |
| ------ | -------------- | -------------- | -------------- | -------------- | -------------- | -------------- | -------------- |
| 1.     | Cölner SC 1899 | 1              | 1              | 0              | 0              | 4:3            | 2:0            |
| 2.     | Cölner BC 01   | 1              | 0              | 0              | 1              | 3:4            | 0:2            |
| 3.     | SV Siegburg 04 | Teruggetrokken | Teruggetrokken | Teruggetrokken | Teruggetrokken | Teruggetrokken | Teruggetrokken |

|  | Kampioen Keulen-Bonn |

### Groep Koblenz
De eindstand is niet meer bekend, enkel dat FV Neuwied kampioen werd. 

### Groep Berg

#### Groep 1
| Plaats | Club                     | Wed. | W | G | V | Saldo | Ptn.  |
| ------ | ------------------------ | ---- | - | - | - | ----- | ----- |
| 1.     | Cronenberger SC 02       | 14   |   |   |   | 88:10 | 26:2  |
| 2.     | FC Solingen 95           | 14   |   |   |   | 83:18 | 26:2  |
| 3.     | BV Einigkeit Ohligs      | 14   |   |   |   | 42:26 | 19:9  |
| 4.     | FV Borussia 03 Solingen  | 14   |   |   |   | 14:50 | 12:16 |
| 5.     | SV Germania 07 Elberfeld | 14   |   |   |   | 18:22 | 8:20  |
| 6.     | BC Gräfrath 03           | 14   |   |   |   | 21:48 | 8:20  |
| 7.     | SV Solingen-Brühl        | 14   |   |   |   | 13:62 | 7:21  |
| 8.     | TV Langenberg 1861       | 14   |   |   |   | 18:61 | 4:24  |

|  | Play-off voor finale |

Play-off
| Team 1             | Uitslag | Team 2         |
| ------------------ | ------- | -------------- |
| Cronenberger SC 02 | 0:2     | FC Solingen 95 |

#### Groep 2
| Plaats | Club                   | Wed.           | W              | G              | V              | Saldo          | Ptn.           |
| ------ | ---------------------- | -------------- | -------------- | -------------- | -------------- | -------------- | -------------- |
| 1.     | FC Germania Barmen     | 8              |                |                |                | 24:6           | 15:1           |
| 2.     | FC Preußen Barmen      | 8              |                |                |                | 26:7           | 12:4           |
| 3.     | SC Oberbarmen          | 8              |                |                |                | 15:23          | 6:10           |
| 4.     | VfR 05 Ronsdorf        | 8              |                |                |                | 10:29          | 6:10           |
| 5.     | SSV Langerfeld 06      | 8              |                |                |                | 11:21          | 1:15           |
| 6.     | FC Viktoria Barmen     | Teruggetrokken | Teruggetrokken | Teruggetrokken | Teruggetrokken | Teruggetrokken | Teruggetrokken |
| 7.     | SSV Haßlinghausen      | Teruggetrokken | Teruggetrokken | Teruggetrokken | Teruggetrokken | Teruggetrokken | Teruggetrokken |
| 8.     | SV Borussia 06 Velbert | Teruggetrokken | Teruggetrokken | Teruggetrokken | Teruggetrokken | Teruggetrokken | Teruggetrokken |

|  | Geplaatst voor finale |

#### Finale
De uitslag is niet meer bekend, enkel dat Solingen 95 Germania Barmen versloeg.